# French Open 1959 (Badminton)
Die French Open 1959 im Badminton fanden in Paris vom 3. bis 5. April 1959 statt. Es war die 31. Auflage des Championats. Spieler aus 16 Nationen waren am Start. Lee Kin Tat aus Singapur gewann die Titel im Herrendoppel und Herreneinzel. Lediglich im Mixed musste er sich mit Platz drei begnügen. Dort unterlag er mit Marjorie Sharp aus England im Halbfinale den späteren Siegern Atte Nyberg und Mireille Laurent mit 15:17 und 5:15.

## Finalresultate
| Disziplin    | Sieger                          | Finalist                        | Ergebnis           |
| ------------ | ------------------------------- | ------------------------------- | ------------------ |
| Herreneinzel | Lee Kin Tat                     | Arne Rasmussen                  | 15–10, 17-16       |
| Dameneinzel  | Pamela S. Wheating              | Mireille Laurent                | 11–9, 11–4         |
| Herrendoppel | Lee Kin Tat Jimmy Lim           | Atte Nyberg Rolf Olsson         | 18-14, 7-15, 15-10 |
| Damendoppel  | Mireille Laurent Marjorie Sharp | Patricia Cole Jacqueline Tappin | 15–6, 15–6         |
| Mixed        | Atte Nyberg Mireille Laurent    | Arne Rasmussen Ulla Rasmussen   | 15–9, 15–5         |